# جگانتیا

نقشه معابد جگانتیا

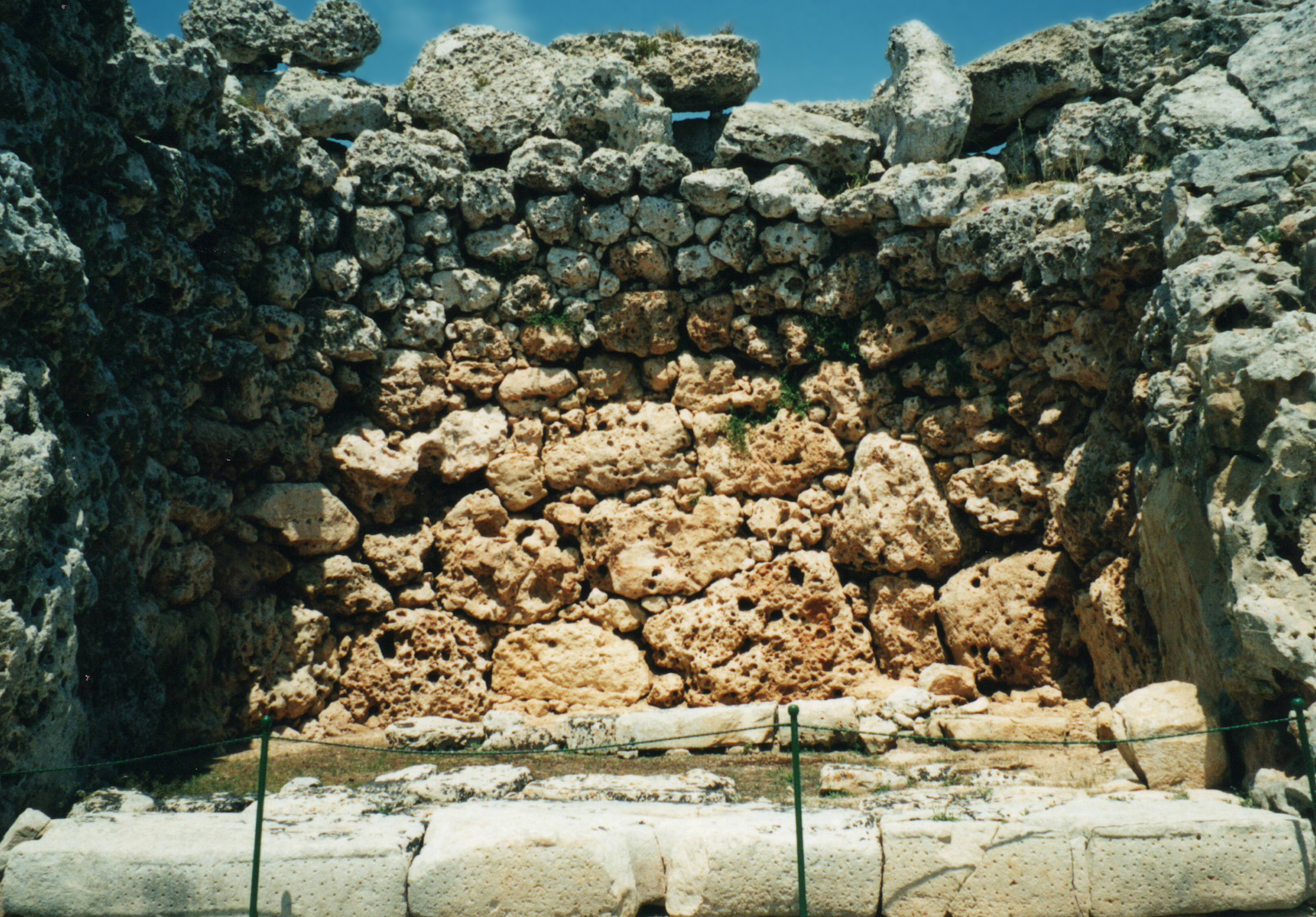
تکنیک پتکین در فضای داخلی جگانتیا در این تصور قابل تشخیص است.

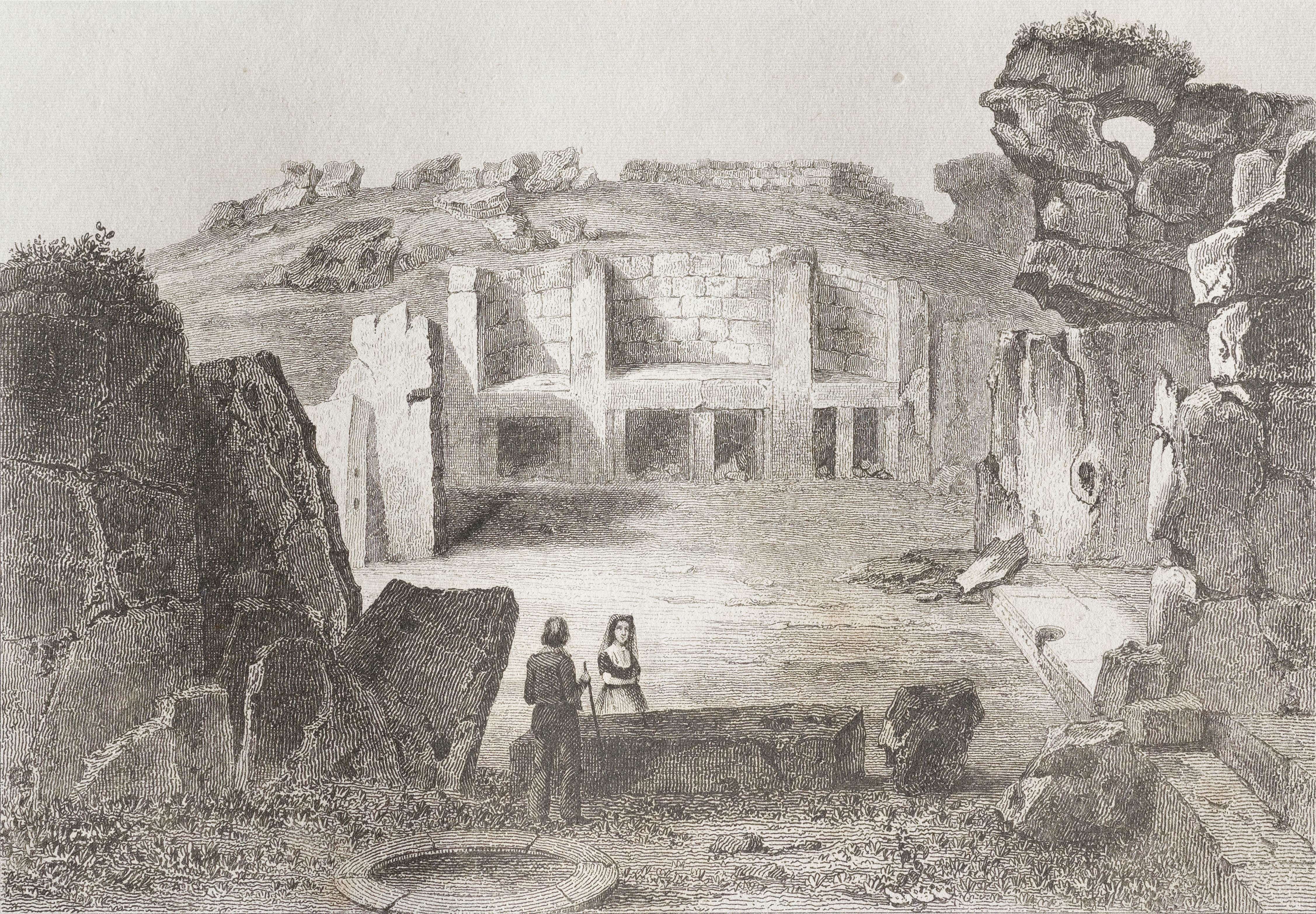
طرح سیاه‌قلم از معابد جگانتیا در سال ۱۸۴۸

جگانتیا (به زبان مالتی:Ġgantija) یک نیایشگاه خرسنگی پیچیده در جزیره غودش (بخشی از مالت) در مدیترانه است.
دو نیایشگاه جگانتیا در جزیره غودش از برای ساختار تنومند نوسنگی خود نامورند.
زمان ساخت این سازه در دوره نوسنگی (۳۶۰۰-۲۵۰۰ (پیش از میلاد)) می‌باشد.
نیایشگاه‌های گجانتیا کهن‌ترین سازه بی‌پی و نیز کهن‌ترین سازه آیینی پیش از اهرام مصر و استون‌هنج می‌باشد.
با در نگر داشتن پیکرکها و تندیس‌های یافته شده می‌بایست این پرستشگاه‌ها در پیوند با یک آیین باروری از پرستندگان زنخدای مادر زمین بوده‌باشند.
در زبان مالتی جگانتیا به معنای برج غول‌ها ست.
نیایشگاه‌های جگانتیا در ۱۸۲۷ (میلادی) به دست سرهنگ جان اتو بایر جانشین فرماندار جزیره گوزو یافته‌شد.
نیایشگاه‌های جگانتیا در ۱۹۸۰ در فهرست میراث جهانی یونسکو جای‌گرفت.

## نگارخانه

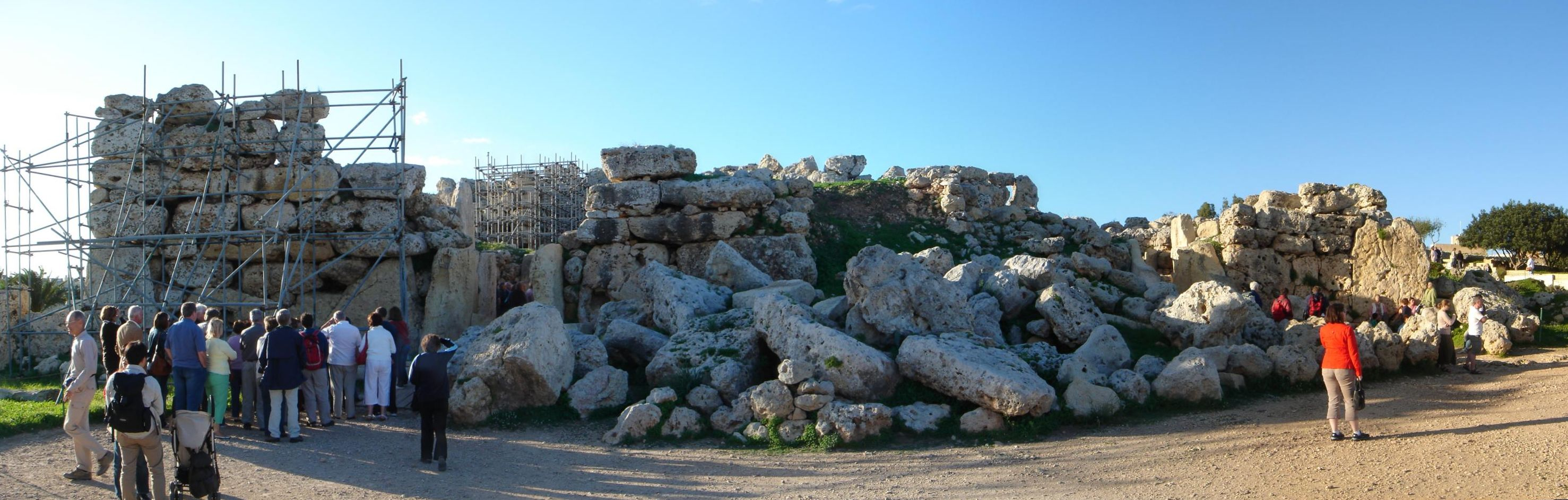
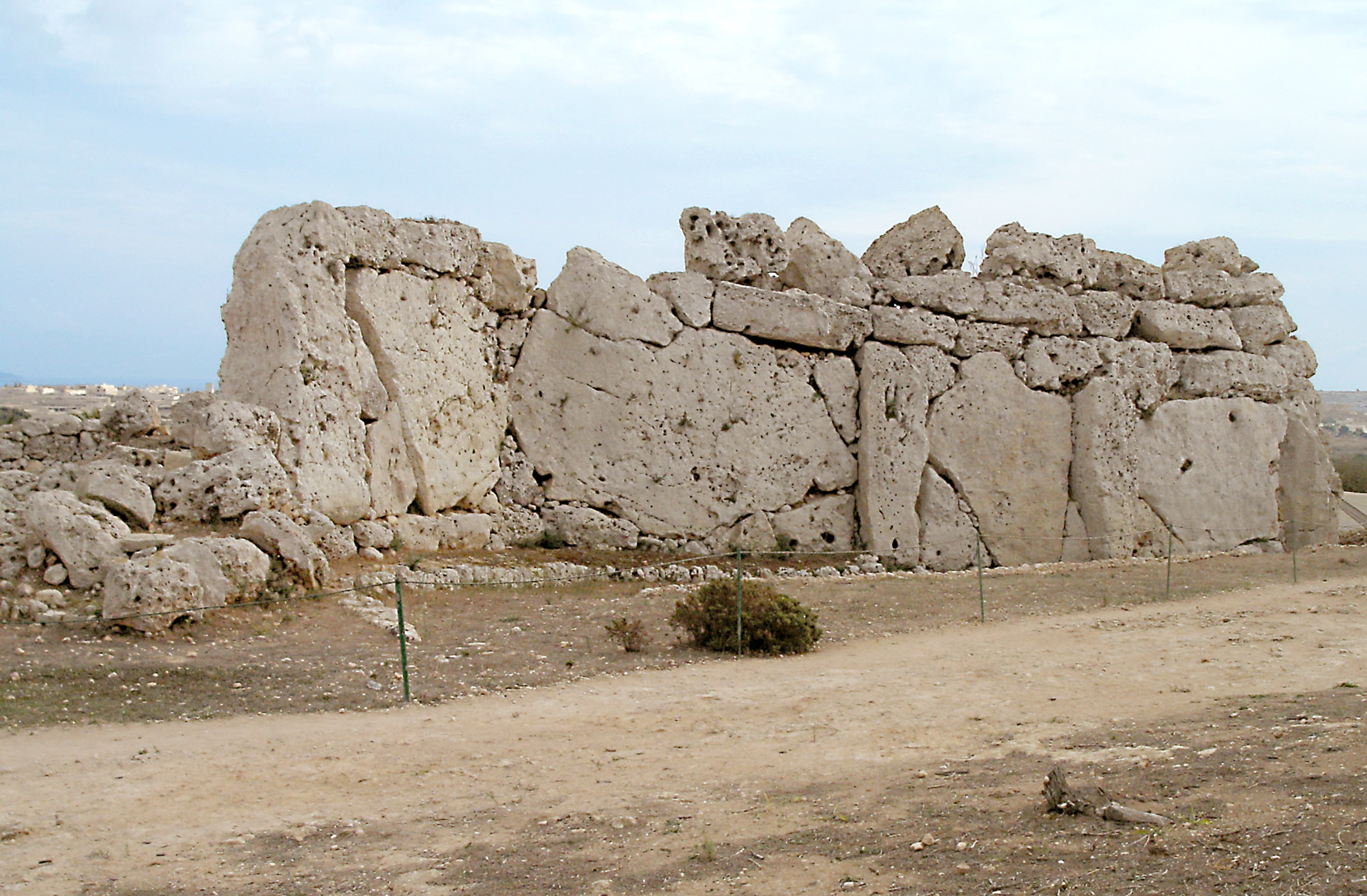
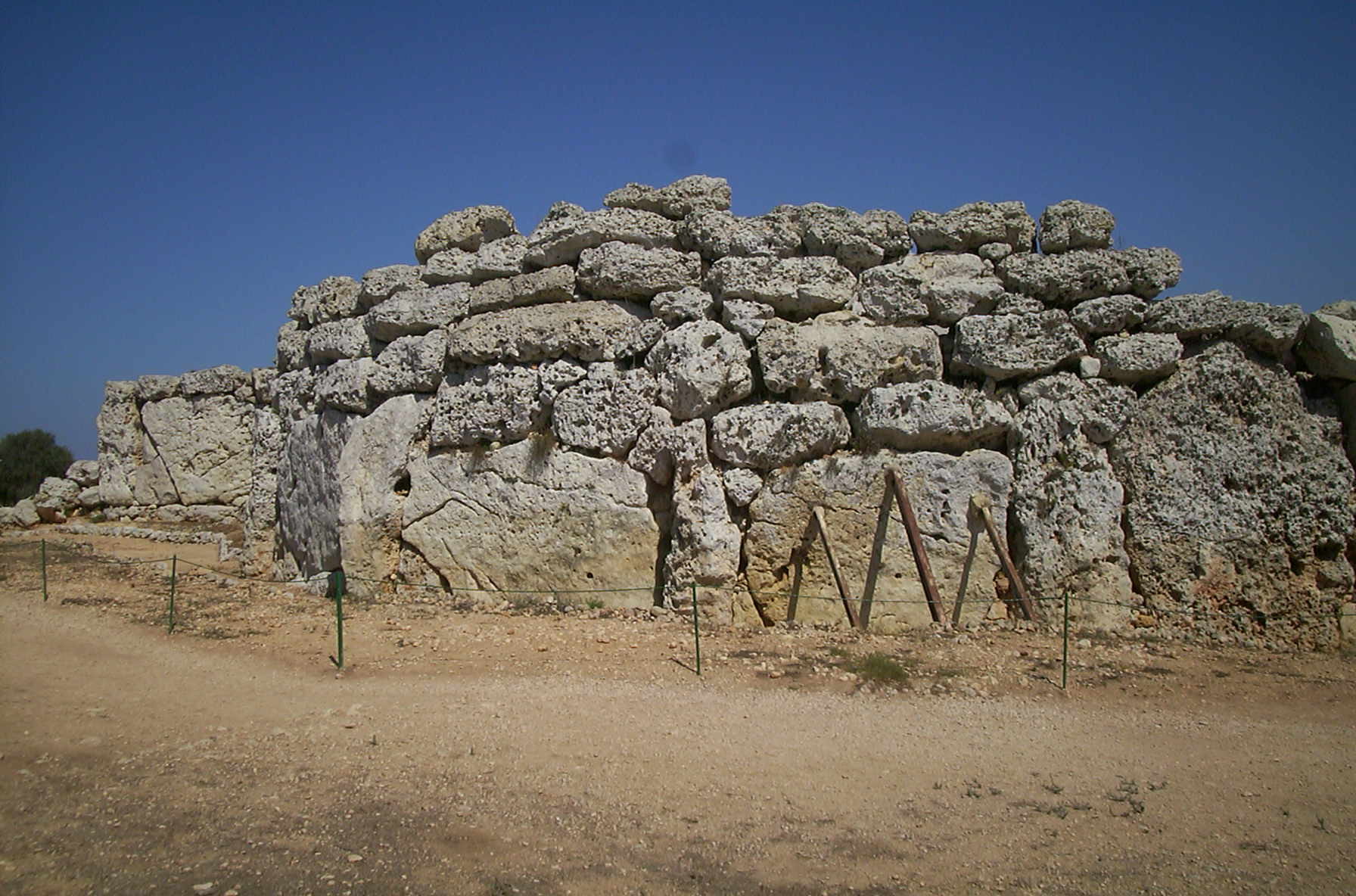
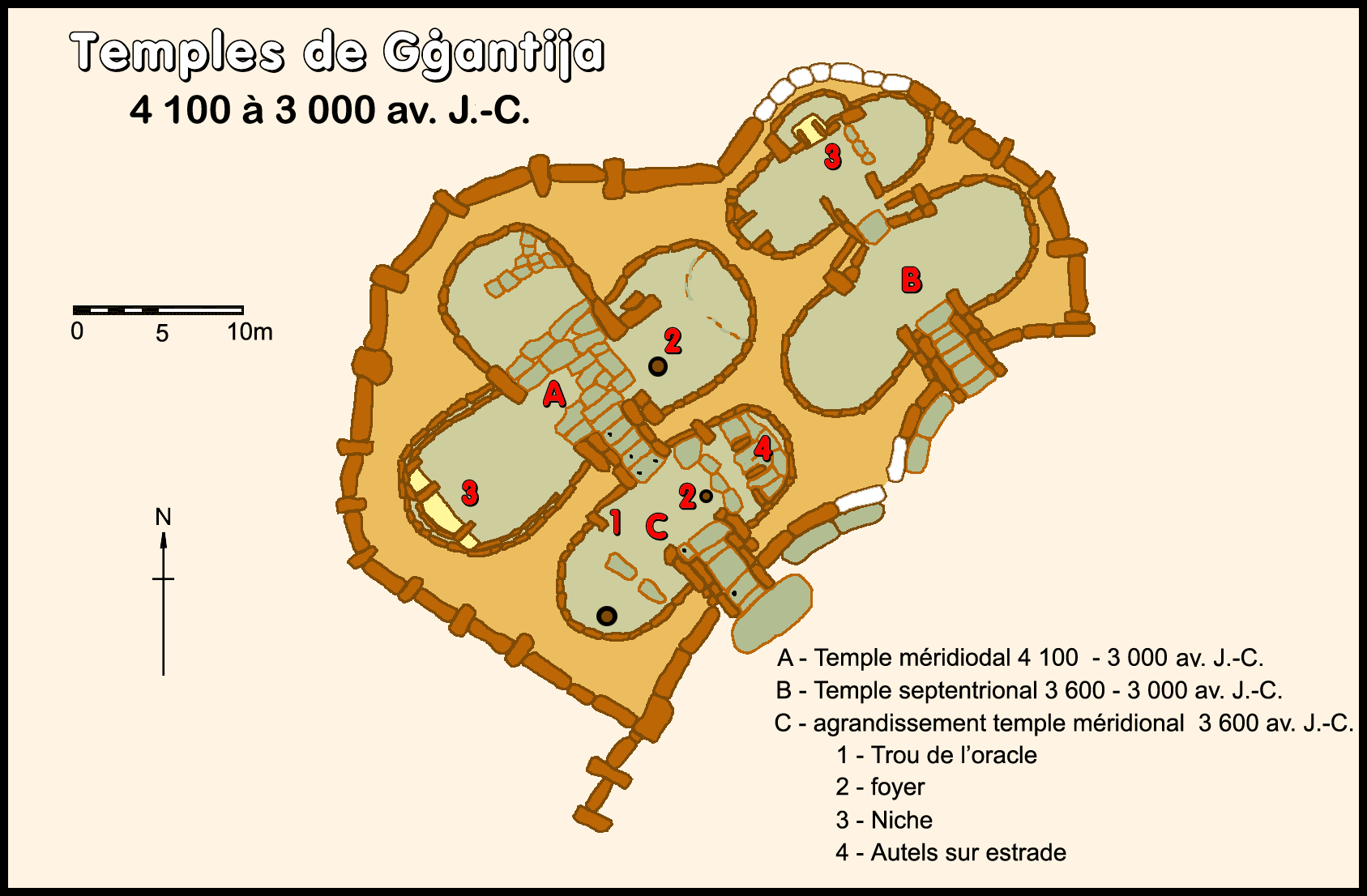
-->